# Stigmate di san Francesco (Colonia)
Le Stigmate di san Francesco è un dipinto tempera su tavola (69x111 cm) attribuito al Maestro del compianto di Cristo di Lindau, databile al 1410-1420 e conservato nel Wallraf-Richartz Museum di Colonia.

## Descrizione e stile
Il dipinto mostra Gesù alla colonna, col corpo martoriato e gli strumenti della Passione, che è adorato da san Francesco d'Assisi, che a sua volta sta ricevendo le stigmate da un Cristo sulla croce in volo, avvolto da ali di cherubini. In basso si trovano, piccolissimi, i due committenti.
L'opera presenta la tipica preferenza verso il truculento brutale nelle scene religiose durante il periodo del gotico internazionale, nel XV secolo. La figura di Cristo è infatti coperta dal sangue che stilla dalle ferite della flagellazione e la sua espressione patetica mostra tutto il dolore della Passione, che doveva muovere a compassione il fedele.